# Kostel Nanebevzetí Panny Marie (Horní Jiřetín)
Kostel Nanebevzetí Panny Marie je římskokatolický kostel zasvěcený Nanebevzetí Panny Marie v Horním Jiřetíně v okrese Most. Byl postaven v letech 1694–1700.

## Historie

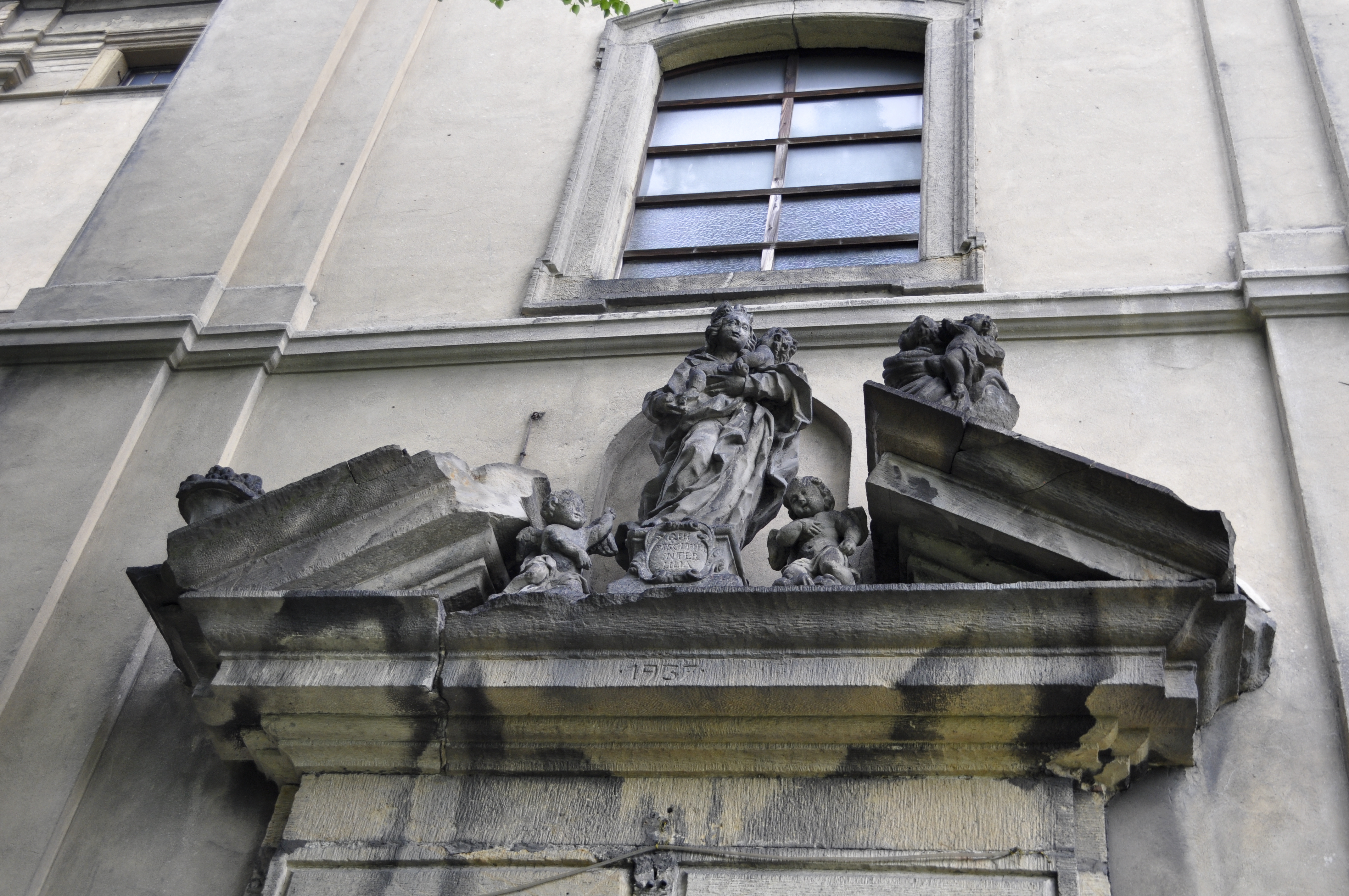
Sochy nad portálem

První písemná zmínka o kostele pochází z roku 1263. Původní kostel sloužil svému účelu až do 17. století. V té době přestal vyhovovat svou velikostí i vinou svého špatného stavu. O stavbě nového barokního kostela rozhodl pražský arcibiskup Jan Bedřich z Valdštejna v roce 1683, ale stavební práce probíhaly až v letech 1694–1700. Stavbou byl pověřen architekt Jan Baptista Mathey.
Od roku 1963 je kostel chráněn jako kulturní památka.

### Program záchrany architektonického dědictví
V rámci Programu záchrany architektonického dědictví bylo v letech 1995-2014 na opravu památky čerpáno 3 200 000 Kč.
| rok    | 2006 | 2007 | 2008 | 2009 | 2010 | 2012 | 2013 | 2014 |
| ------ | ---- | ---- | ---- | ---- | ---- | ---- | ---- | ---- |
| částka | 400  | 400  | 400  | 400  | 330  | 420  | 400  | 450  |

## Architektura
Jednolodní stavba má půdorys latinského kříže s polygonálně zakončeným presbytářem. Průčelí dominuje hranolová věž s cibulovou bání. Portál je zdoben sochami Madony a putty. Fasády jsou zdobené pilastry a římsami. Loď i presbytář mají valenou klenbou s lunetami.
Vybavení kostela jako křížová cesta, zpovědnice nebo kazatelna pocházejí z první poloviny 18. století. V kostele jsou uloženy ostatky světců – sv. Justiny a sv. Donatha.

## Okolí kostela
Poblíž kostela je fara z 18. století. Před ní se nachází barokní socha sv. Jana Nepomuckého z roku 1737.

## Zajímavosti
Madoně Jiřetínské byla zasvěcena 25. kaple Svaté cesty z Prahy do Staré Boleslavi, která byla založena v letech 1674–1690. Donátorem této kaple byl arcibiskup pražský Jan Bedřich, hrabě z Valdštejna.